# Konsthögskolan i Malmö

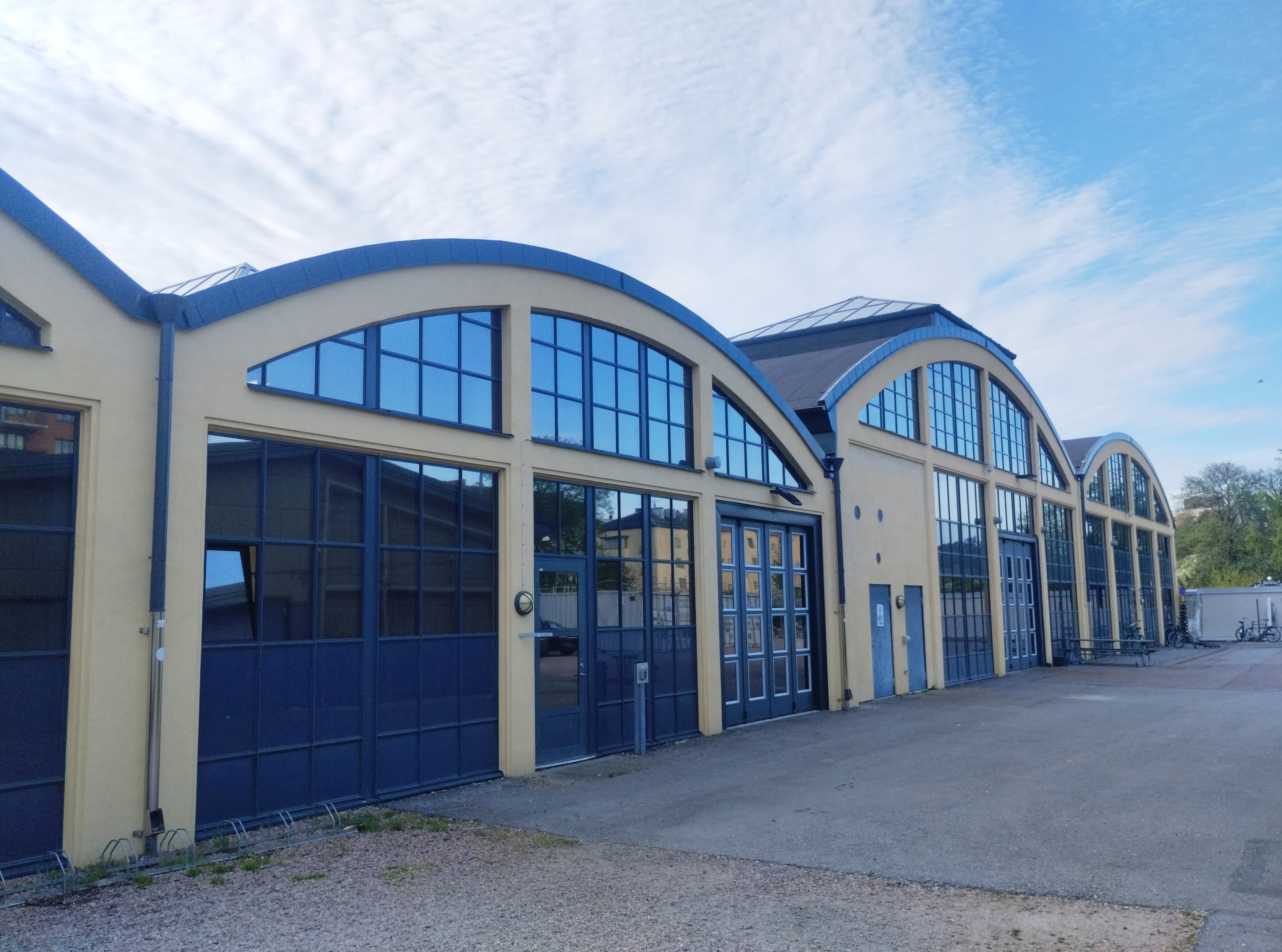
Båghallarna på Föraregatan 4

Konsthögskolan i Malmö är en institution vid Lunds universitet för konstnärlig utbildning i Malmö sedan år 1995. 

## Historik och form
Målarskolan Forum och Grafikskolan Forum var föregångare till Konsthögskolan i Malmö. Målarskolan tillkom 1961 och Grafikskolan 1964 med ABF som huvudman. 
År 1995 invigdes Konsthögskolan och hade redan från början en nytänkande, öppen, interdisciplinär verksamhetsform utgående från de studerandes egna praktiska behov i stället för traditionell professorsundervisning. 2002 inrättades en masterutbildning och doktorandtjänster i fri konst och 2006 avlades, som första konsthögskola i landet, de första doktorsexamina i fri konst vid skolan. Utformningen av skolan innebär att lärare och professorer kan upprätthålla sitt eget konstnärskap parallellt med undervisningen och att flera internationella konstnärer och curatorer årligen besöker skolan ett antal gånger respektive deltar som opponenter vid doktorsexamineringar.

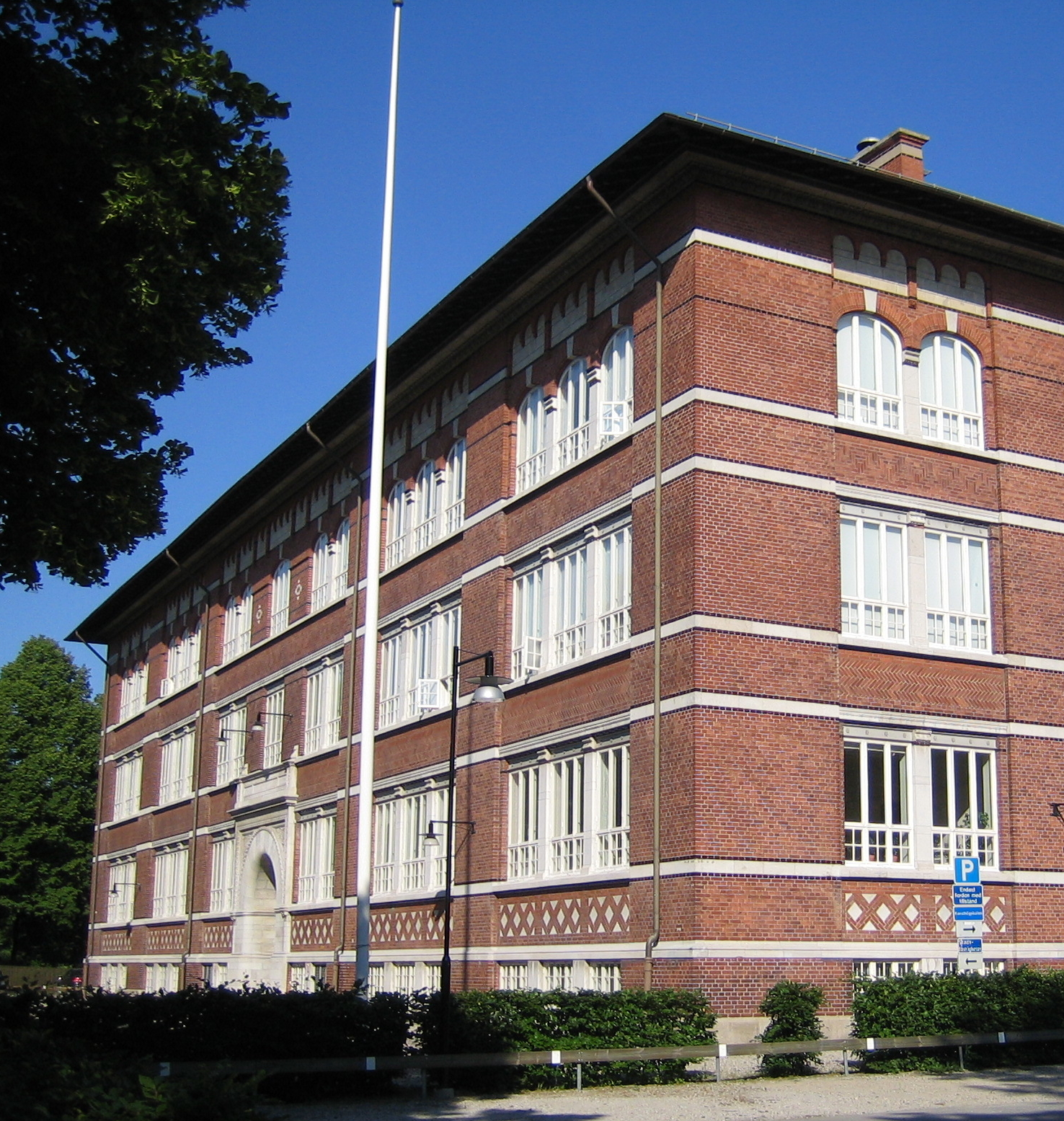
Konsthögskolans i Malmö ursprungliga skolbyggnad, Mellersta Förstadsskolan.

### Lokaler
Vid mitten av 1990-talet byggdes den tidigare folkskolan Mellersta Förstadsskolan vid Föreningsgatan (byggd 1898, ritad av arkitekt Salomon Sörensen) om till konsthögskola under ledning av White arkitekter i Malmö. Den tidigare gymnastikbyggnaden användes som skolans annex och verkstad/utställningshall. Efter den stora flyktingkrisen 2015 ökade behovet av skolbyggnader för grundskolan kraftigt, varför den gamla skolbyggnaden beslöts att återgå till grundskolebyggnad, vilket först väckte protester och oro inom Konsthögskolan. 
I samband med större ombyggnader av närliggande stadsdelar och tidigare bussgarageområden fann man efterhand en ny omlokaliseringslösning. Därmed flyttade Konsthögskolan sommaren 2018 till nyinredda lokaler i ombyggda gamla bussgarage i Norra Sorgenfri, kallade Båghallarna. Där finns nu studenternas ateljéer och verkstäder. Dessutom finns ytterligare två filialer i och omkring Mazettihuset vid Bergsgatan, där samarbeten även sker med intilliggande Teaterhögskolan inom dess gemensamma experimentella Inter Arts Center. De planer på ett gemensamt konstnärligt campus i området Varvsstaden i Västra Hamnen som fanns tidigare tycks ha fått läggas på is av ekonomiska skäl i december 2024.